# محمد يزيد
محمد يزيد أو امحمد يزيد (1923 -  31 يناير 2003)، هو سياسي ووطني جزائري نشط خلال الثورة ولكنه لم يبرز بعد الاستقلال.

## المولد والنشأة
ولد بمدينة البليدة عام 1923، زاول دراسته بمسقط رأسه إلى أن نال شهادة البكالوريا، ثم انتقل إلى باريس سنة 1945 لمواصلة دراسته بمعهد اللغات الشرقية، وهذا ما سمح له اكتساب عدة لغات. وتوفي في شهر نوفمبر] 2003 ودفن بمسقط رأسه.

## نضاله السياسي قبل الثورة
انخرط امحمد يزيد في صفوف حزب الشعب الجزائري عام 1942 وهو طالب، وانتخب كاتبا عاما لجمعية مسلمي شمال إفريقيا 1946 - 1947.
وفي عام 1948 ألقي عليه القبض وحكم عليه بسنتين سجنا بتهمة حيازته على مناشير سرية، ونظم مع الطيب بولحروف إضرابا بسجن بربروس (سركاجي)، ولما أطلق سراحه رجع إلى فرنسا وهناك كان ممثلا لحركة انتصار الحريات الديمقراطية، انتخب عضوا في اللجنة المركزية من سنة 1950 إلى 1954. وقبل أندلاع الثورة كان على علم بنشاط اللجنة الثورية للوحدة والعمل وكان يتتبع نشاطها، كلفته اللجنة المركزية بالاتصال باللجنة الخارجية بالقاهرة، وصل إلى هناك يوم 27 أكتوبر 1954، وانضم إلى جبهة التحرير الوطني.

## نشاطه أثناء الثورة
حين اندلعت الثورة كان امحمد يزيد ال عضوا في اللجنة الخارجية مع حسين لحول. وقد مثّل الجزائر رفقة حسين آيت أحمد في مؤتمر باندونغ عام 1955. ثم عين ممثلا لجبهة التحرير الوطني في أمريكا من 1955 إلى الاستقلال. وشارك بفعالية في الدورات 10 و 11 و 12 للأمم المتحدة التي سجلت القضية الجزائرية وأدرجتها في جدول أعمالها.
وحينما تأسس المجلس الوطني للثورة الجزائرية عام 1956 صار عضوا فيه، كما عين عضوا في تشكيلة الحكومة المؤقتة للجمهورية الجزائرية كوزير للأخبار والناطق الرسمي لها من 1958 إلى 1962.

## المصدر
1. ↑  "معلومات عن محمد يزيد على موقع munzinger.de". munzinger.de. مؤرشف من الأصل في 2022-03-17.

- المركز الوطني للدراسات والبحث في الحركة الوطنية وثورة أول نوفمبر 1954